# Bythaelurus alcocki
Bythaelurus alcocki és una espècie de peix de la família dels esciliorrínids i de l'ordre dels carcariniformes.

## Morfologia
- Els mascles poden assolir 30 cm de longitud total.[1][2]

## Hàbitat
És un peix marí que viu entre 1.134-1.263 m de fondària.

## Distribució geogràfica
Es troba a la Mar d'Aràbia.